# Холм, Эленор
Эленор Холм (англ. Eleanor Holm; 6 декабря 1913, Бруклин, Нью-Йорк — 31 января 2004, Майами, Флорида), в замужестве Джаррет (англ. Jarret), Роуз (англ. Rose), Уокер (англ. Walker), Уэйлен (англ. Whalen) — американская пловчиха, специалистка по плаванию на спине. Выступала за национальную сборную США по плаванию в конце 1920-х — середине 1930-х годов, чемпионка летних Олимпийских игр в Лос-Анджелесе, рекордсменка мира, многократная победительница первенств национального значения. Член Зала славы мирового плавания (1966).

## Биография
Эленор Холм родилась 6 декабря 1913 года в Бруклине, Нью-Йорк.
Занималась плаванием с раннего детства, проходила подготовку в Нью-Йоркской женской плавательной ассоциации. В возрасте 13 лет уже выиграла национальное первенство США в индивидуальном комплексном плавании.
Попав в основной состав американской национальной сборной, в 14 лет удостоилась права защищать честь страны на летних Олимпийских играх 1928 года в Амстердаме — стартовала здесь в плавании на 100 метров на спине и заняла итоговое пятое место.
Наивысшего успеха в своей спортивной карьере добилась в 1932 году, когда на домашних Олимпийских играх в Лос-Анджелесе завоевала золотую медаль в плавании на 100 метров на спине — во многом это стало возможным из-за того, что главная фаворитка Мария Браун незадолго до начала соревнований попала в больницу с лихорадкой.
Победа на Олимпиаде принесла Холм всеобщую известность, её приглашали сниматься многие кинокомпании, она была включена в число молодых звёзд WAMPAS Baby Stars. В сентябре 1933 года вышла замуж за известного артиста Арта Джарретта, с которым вместе училась в бруклинской старшей школе Erasmus Hall High School.
Продолжив заниматься плаванием, в 1936 году Холм-Джарретт прошла отбор на Олимпийские игры в Берлине — считалась здесь главной претенденткой на победу в плавании на 100 метров на спине. Однако на пути в Европу приняла участие в коктейльной вечеринке на корабле и затем была обнаружена в состоянии сильного алкогольного опьянения, поступив к врачу американской олимпийской сборной в состоянии близком к коме. Президент Олимпийского комитета США Эйвери Брэндедж незамедлительно распорядился об исключении её из команды, посчитав, что своим недисциплинированным поведением она подаёт плохой пример другим членам сборной. Спортсменка впоследствии отмечала, что выпила всего несколько бокалов шампанского, а её отстранение вызвано главным образом личной неприязнью со стороны Брэндеджа. Холм так и не довелось выступить в Берлине, но она оставалась в городе на протяжении всех Олимпийских игр, занималась подготовкой репортажей для новостной службы International News Service.
В течение своей спортивной карьеры Холм в общей сложности 29 раз выигрывала американское национальное первенство по плаванию, в том числе девять раз была лучшей в дисциплинах индивидуального комплексного плавания. Семь раз устанавливала мировые рекорды в плавании на спине.
В 1938 году вместе с другим олимпийцем Гленном Моррисом снялась в главной роли в голливудском приключенческом фильме «Месть Тарзана».
Впоследствии вышла замуж за театрального продюсера Билли Роуза, выступала на проводимых им водных шоу во время Всемирной выставки в Нью-Йорке в 1939—1940 годах. Их брак продлился до 1954 года и закончился громким судебным скандалом — этому разбирательству известный адвокат Луис Найзер посвятил целую главу в своей книге My Life in Court. Новым мужем бывшей спортсменки вскоре стал Томас Уэйлен, управляющий крупной нефтяной компании.
За выдающиеся спортивные достижения Эленор Холм в 1966 году была включена в Зал славы мирового плавания как «Почётная пловчиха».
Умерла от почечной недостаточности 31 января 2004 года в Майами, штат Флорида, в возрасте 90 лет.